# Gerhard Isbary
Gerhard Isbary (* 15. Mai 1909 in Berlinchen, Kreis Soldin; † 4. April 1968 in Bonn) war ein deutscher Geograph, Raum- und Regionalplaner. Seine Arbeitsschwerpunkte lagen im Bereich Ländlicher Raum, Siedlungsstruktur und territoriale Neugliederung.

## Leben
Ab 1928 nahm Isbary Studien an verschiedenen Universitäten auf (Greifswald, München, Graz). Ab etwa 1930 studierte Isbary an der Johann Wolfgang Goethe-Universität in Frankfurt Geographie, u. a. bei Hans Schrepfer. 1935 wurde er zum Dr. phil. nat. an der Universität Frankfurt promoviert. Zu seinem Freundeskreis gehörte auch der Wirtschaftsgeograph Erich Otremba, welchen seine Schwester Ursula 1938 heiratete.
Zwischen 1933 und 1939 arbeitete Isbary für die Hauptredaktion des Handwörterbuch des Grenz- und Auslandsdeutschtums in Kiel. In der Redaktion waren eine ganze Reihe von Bevölkerungs- und Sozialwissenschaftlern und Geographen tätig. Seit dieser Zeit kannte Isbary auch den Soziologen Gunther Ipsen (später Sozialforschungsstelle Dortmund).
Während des Zweiten Weltkriegs gehörte Isbary einer Kommission an, die sich mit der Ausarbeitung eines Plans befasste, Teile der Bevölkerung Hollands nach Polen umzusiedeln. Nach Kriegsende bis zu seiner Flucht aus der DDR verwaltete Isbary einen landwirtschaftlichen Betrieb in der Altmark (1945–1952).
Ab 1952 war Isbary unter Erich Dittrich als Referent im Institut für Raumforschung in Bad Godesberg tätig. Zwischen 1959 und 1963 übernahm er im Institut die Leitung der Abteilung Raumforschung. Er war u. a. für die Schriftleitung der "Informationen" des Instituts zuständig. Er knüpfte Kontakte zu niederländischen Raumplanern und Sozialwissenschaftlern.
Ab 1963 bis 1965 war Isbary Generalsekretär des Deutschen Verbandes für Wohnungswesen in Köln. Im gleichen Jahr wurde er Ordentliches Mitglied der Akademie für Raumforschung und Landesplanung (ARL). Er fungierte auch als Geschäftsführer des Instituts für Bau- und Planungsrecht – Gottlob-Binder Gesellschaft – in Köln. Als Raumplaner plädierte Isbary für Zentralisierung und große Verwaltungseinheiten, um die Bevölkerung "wirtschaftlich gerechtfertigt" versorgen zu können.
In der ARL gehörte Gerhard Isbary dem Fachausschuss Raum und Landwirtschaft an. Er war von 1965 bis 1968 Wissenschaftlicher Berater des Deutschen Landkreistages in Bonn. Im gleichen Zeitraum war er auch im Beirat für Raumordnung beim Bundesministerium des Innern tätig.

## Schriften
Isbary veröffentlichte zahlreiche Aufsätze in Fachzeitschriften zu Fragen der Raumordnung, Regionalplanung, Raum- und Landschaftsplanung.
- Problemgebiete im Spiegel politischer Wahlen am Beispiel Schleswigs (= Mitteilungen aus dem Institut für Raumforschung, Bd. 53). Bad Godesbert 1960.

- Ziele einer deutschen Raumplanung. In: Modelle für eine neue Welt, 3, 1964.
- Zum Bildungsprinzip der funktionsgesellschaftlichen Siedlungsstruktur. In: Jahrbuch für Sozialwissenschaften, Heft 1/2. 1967.
- [mit anderen]: Gebiete mit gesunden Strukturen und Lebensbedingungen. Merkmale und Abgrenzung. Hannover: Jänicke 1969 (auch in englischer und französischer Übersetzung).
- (D. Partzsch, Bearbeiter) Raum und Gesellschaft. Beiträge zur Raumordnung und Raumforschung aus dem Nachlaß von G. Isbary, ARL-Beiträge, Bd. 6, Hannover: Jänecke 1971.